# Waldheim (Saskatchewan)
Waldheim es un pueblo canadiense situado en la provincia de Saskatchewan.

## Superficie
Waldheim tiene una superficie de 1,97 km².

## Demografía
En 2021, tenía 1237 habitantes, una densidad poblacional de 628,1 hab./km², y 451 viviendas.